# 新春TV放談
《新春TV放談》（日语：しんしゅんテレビほうだん）是日本放送協會NHK綜合頻道在2009年至2020年於每年1月初播出的一個脫口秀節目，總結過去一年日本電視界的變化。2021年，該節目被《新電視》（あたらしいテレビ）取代。

## 外部連結
- 公式サイト，存于
- 旧公式サイト（ウェブアーカイブによるキャッシュ）